# Cyrtopogon plausor
Cyrtopogon plausor là một loài ruồi trong họ Asilidae. Cyrtopogon plausor được Osten-Sacken miêu tả năm 1877. Loài này phân bố ở vùng Tân Bắc giới.